# Euphorbia baioensis
Euphorbia baioensis ist eine Pflanzenart aus der Gattung Wolfsmilch (Euphorbia) in der Familie der Wolfsmilchgewächse (Euphorbiaceae).

## Beschreibung
Die sukkulente Euphorbia baioensis ist stark verzweigt und die am Anfang aufrechten und später ausgebreiteten Triebe werden bis 30 Zentimeter lang. Sie sind stielrund und werden bis 2 Zentimeter dick. Die Triebe sind acht- bis zehnkantig und graugrün gefärbt. Die länglichen Dornschildchen sind jung rot gefärbt, werden 8 Millimeter lang und 2,5 Millimeter breit und stoßen fast aneinander. Es werden schmale Dornen bis 10 Millimeter Länge ausgebildet.
Der Blütenstand besteht aus einzelnen, einfachen und nahezu sitzenden Cymen. Die Cyathien werden 3,5 Millimeter groß. Die elliptischen Nektardrüsen sind gelb gefärbt und grenzen aneinander. Die tief gelappte Frucht wird etwa 2,5 Millimeter lang und 4 Millimeter breit. Sie steht an einem bis 3 Millimeter langen, zurückgebogenem Stiel. Über den Samen ist nichts bekannt.

## Verbreitung und Systematik
Euphorbia baioensis ist im Nordosten von Kenia auf Berggipfeln rund um den Mount Baio auf verwitterten Granitgestein in Höhenlagen von 1700 Meter verbreitet.
Die Erstbeschreibung der Art erfolgte 1982 durch Susan Carter Holmes.